# Puls (Port Noir)
Puls è il primo album in studio del gruppo musicale svedese Port Noir, pubblicato il 25 settembre 2013 dalla Razzia Records.

## Descrizione
Il disco presenta dieci brani legati perlopiù al genere rock progressivo, sebbene emergono svariate influenze musicali, che spaziano dal doom metal (nel riff principale di Illuminate) al post-rock (evidente nella conclusiva Resolve, guidata dal pianoforte), con passaggi rock alternativo e post-hardcore. Tra questi vi è anche Sun dè man, prima composizione del trio e per la quale era stato diffuso un video musicale due anni prima.
Al fine di promuovere il disco sono stati diffusi i video per Index, bonus track dell'edizione vinile, per l'unico singolo estratto Tide e In This Void, usciti rispettivamente il 27 marzo, il 31 maggio e il 22 ottobre 2013.

## Tracce
Testi e musiche di Port Noir.
1. Debris – 5:44
2. Tide – 3:27
3. Reverence – 3:41
4. Puls – 5:10
5. In This Void – 4:10
6. Left – 3:31
7. Thorns – 5:46
8. Illuminate – 5:36
9. Sun dé Man – 6:34
10. Resolve – 9:00

Traccia bonus nell'edizione LP
1. Index – 5:20

## Formazione
Gruppo
- Andreas Wiberg – batteria
- Love Andersson – voce principale, chitarra
- Andreas Hollstrand – chitarra, cori

Produzione
- Daniel Bergstrand – produzione, missaggio
- Thomas Eberger – mastering